# Коровинский сельсовет (Оренбургская область)
Коровинский сельсовет — сельское поселение в Бугурусланском районе Оренбургской области Российской Федерации.
Административный центр — село Коровино.

## История
9 марта 2005 года в соответствии с законом Оренбургской области № 1895/321-III-ОЗ образовано сельское поселение Коровинский сельсовет, установлены границы муниципального образования.

## Население
| 2010 | 2012 | 2013 | 2014 | 2015 | 2016 | 2017 |
| ---- | ---- | ---- | ---- | ---- | ---- | ---- |
| 758  | ↘704 | ↗711 | ↘656 | ↗667 | ↗688 | ↘682 |
| 2018 | 2019 | 2020 | 2021 |      |      |      |
| ↘676 | ↘651 | ↘615 | ↘592 |      |      |      |

## Состав сельского поселения
| № | Населённый пункт | Тип населённого пункта       | Население |
| - | ---------------- | ---------------------------- | --------- |
| 1 | Ивановка         | посёлок                      | 25        |
| 2 | Коровино         | село, административный центр | 596       |
| 3 | Луч Труда        | посёлок                      | 10        |
| 4 | Чишма-Баш        | посёлок                      | 127       |

## Известные уроженцы
- Ерошкин, Матвей Сергеевич  (1900—19??) — советский военачальник, полковник. Родился в селе Коровино.